# 小渕站
小渕站（日语：／ Kobuchi eki */?）是位於秋田縣北秋田市阿仁小渕，屬於秋田內陸縱貫鐵道的秋田內陸線車站。

## 歷史
- 1936年（昭和11年）9月25日 - 鐵道省（國鐵）阿仁合線車站啟用，當時車站位於北秋田郡阿仁合町（日语：阿仁合町）[1]。在車站啟用時已經是無人車站[1]。
- 1968年（昭和43年） - 站前的雜貨鋪得到國鐵當局的許可，於站內設置了庭園[1]。
- 1986年（昭和61年）11月1日 - 秋田內陸縱貫鐵道接管阿仁合線，成為秋田內陸縱貫鐵道秋田內陸北線（1989年改名為秋田內陸線）[2]。
- 2017年（平成29年）
  - 2月17日：此站至阿仁合之間發生山泥傾瀉。使阿仁前田至阿仁合之間不能通行[3]。該區間開設代行巴士[3]。
  - 4月29日：阿仁前田至阿仁合之間重開，全線重開[3]。

## 車站構造
此站是地面車站，設有1面1線的單式月台。本站沒有設置站房，僅在月台上設有候車處。站內設有由當地志願人士建造的庭園。本站在啟用時已經是無人車站。

## 使用狀況
| 1日上落車人次 | 1日上落車人次 |
| 年度          | 1日平均人次   |
| ------------- | ------------- |
| 2016年        | 23            |
| 2017年        | 17            |

## 車站周邊

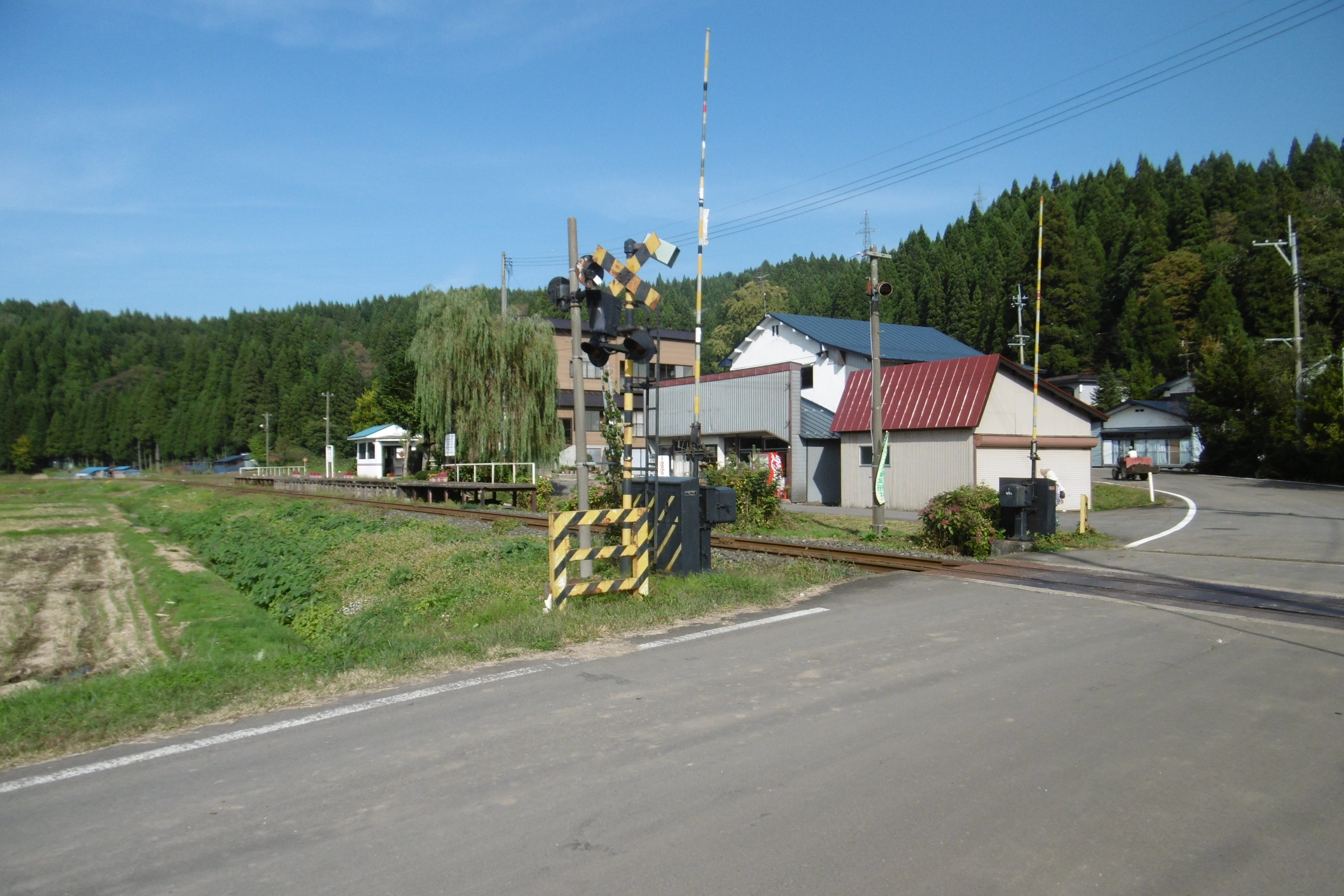
車站周邊

- 阿仁川（日语：阿仁川）
- 國道105號（日语：国道105号）

## 相鄰車站
秋田內陸縱貫鐵道
■秋田內陸線
□快速、■普通
前田南－小渕－阿仁合

## 注腳
1. 1 2 3 4 5 6 7  “無人駅 阿仁合線・小淵駅”. 秋田魁新報 (秋田魁新報社): p.3 (1975年12月22日 夕刊)
2. ↑  . 鐵道雜誌 (鐵道雜誌社). 1987-01, 21 (1): 50 （日语）.
3. 1 2 3  . 朝日新聞 (朝日新聞社). 2017-04-27: 朝刊 秋田全県版 （日语）.
4. ↑  国土数値情報(駅別乗降客数データ)  （页面存档备份，存于）（日語） - 統計情報研究，2020年8月30日參閲

## 外部連結
- 路線圖（各站資訊） （页面存档备份，存于）（日語） - 秋田內陸縱貫鐵道